# ナイツ (パチスロ)
ナイツ(Nights)とは、山佐が2001年に発表したパチスロ機種。

## 概要
当時の新筐体「MODEL21」使用第一号機であり、フルカラーLED・ワイドリール・バウンドストップなど多彩な機能が搭載。
ハイスペックBB、ハイパーゾーン、ツインBB ver.2を搭載した、山佐が独自に提案したタイプYの第1弾機種だが、ボーナスゲーム中のJACゲームが1回しかないため、規定上はBタイプに分類されている。
また、レギュラーボーナスを搭載していない故に実現した、従来機を遥かに越える高いビッグボーナス確率も話題となった（1/119～1/198）。

## 演出
基本的にフラッシュと予告音の組合せであり、分かりやすい。
LEDの色は小役の色と一致する。
- ノーマルフラッシュ
LED色変化の有無がある。無い場合、期待度は低い。
- ハイパーフラッシュ
LED色変化を必ず伴い、対応小役否定でボーナス確定。期待度も高い。
- ハイパーオーラチャンス
レバーON時、ハイパーキャンドルが点灯。H・BIGまたはハズレ。
- バウンドストップ
リールが「ブルッ」と震える様に止まる[1]。小役またはボーナス。タイミングは各リール停止時の3種類。
- レインボーフラッシュ
発生した時点でボーナス確定。リールが7色に変化。WINランプも点灯する。
- フリーズ
レバーONをしてもすぐにリールがスタートせず、確定演出が入る。

## ボーナス種類告知演出
揃えた絵柄により、ハイパー・ノーマル振り分けの演出が異なる。
- 7
BETボタンを押した時点でどちらかを告知。
- 月
演出は2種類。ハイパーが選択された場合のみ流れるプレミアム演出が存在。
- 猫
演出は2種類。どちらが流れるかで期待度が変化。

## ビッグボーナス

### 2種類のビッグボーナス
- ハイパーBIG：通常当選時の選択率は1/3。ただしハイパーゾーン（後述）中のボーナス当選では無条件でH・BIGとなる。小役ゲームの15枚役（3種類、別フラグ）の完全ナビにより大量獲得ができる。逆押し（変則押し）で消化し、30ゲーム目に順押しでボーナスイン[2]。獲得枚数は平均約410枚、最高475枚。終了後はハイパーゾーンに100％突入する。
- チャレンジBIG：小役ゲームの15枚役（3択）は自力で勝負[3]。外れた場合、救済措置として同一フラグの1枚役のチェリーまたはランプが入賞する。獲得枚数は平均約180枚、最高475枚。BGMには「月明かりの夜に」というタイトルが付いている。

### 小役ゲーム
- 小役ゲーム中は逆押し（変則押し）をすることによりボーナスインを100%取りこぼす（ハズす）ことができ、1回しかない小役ゲームを最大限に引き伸ばすことが可能となっている。また小役ゲーム中はボーナスインフラグが1度でも成立すれば、順押しを行うことでいつでもボーナスインが可能（ボーナスインフラグの持ち越し）。しかしながら、小役ゲーム途中で故意にボーナスインさせる行為は、チャレンジビッグ時はもちろん、特にハイパービッグにおいても、理論上獲得枚数が減るため損である。ただし、チャレンジビッグ時、残り5ゲーム以下でボーナスイン成立（小役不成立）時はボーナスインさせる方がいい場合もある[4]。
- JACゲームでは、小役当選時8連続で左リールに「ボーナス・チェリー・ボーナス」[5]をビタ押しすると、475枚獲得時のプレミアムエンディングが発生する。単なる演出上のオマケであり、獲得枚数などに変化は無い。

## ハイパーゾーン
一定の条件を満たす事により、ハイパーゾーンと呼ばれる一種の確変状態に移行する。これはハイパーBIG終了後、もしくはスイカ絵柄成立後に100%移行し、パネル右に配置されているろうそく（ハイパーキャンドル）により告知される。
ハイパーゾーンはパーフェクトゾーン→セーフティゾーン→デンジャラスゾーンの3段階に分かれており、ランプ絵柄成立時に抽選によりゾーンが1つずつ移行する。また、デンジャラスゾーンからセーフティゾーンへ移行する場合もある。今どのゾーンにいるかはハイパーキャンドルの炎の強さで知ることもできる。ゾーンの違いはハイパーゾーン終了のしやすさの違いだけでハイパーBIGへの突入確率は同一である。
ハイパーBIG終了後はパーフェクトゾーンから、スイカ絵柄成立後はセーフティゾーンからの開始となる。
ハイパーBIGでの平均獲得枚数がボーナス間の平均消費枚数を（最低設定でも）上回っており、更にハイパーBIG終了後も必ずハイパーゾーンに突入するためハイパーゾーンの期待度は非常に高い物となっている。またこれに付随して、通常時にハイパーゾーンに突入するスイカ絵柄の成立の可能性がある演出の期待度も非常に高くなっている。
なおボーナスの当選確率はハイパーゾーンでも通常時と全く変わらない。

## リーチ目
ナイツのリーチ目は左リールにどのボーナス絵柄付近が停止したかによって自在に変化する。好きなリール制御が起こるボーナス絵柄付近を狙う等して、様々なリール制御を楽しめるのも特徴である。
- 猫……チェリー付きボーナス絵柄に似たリーチ目
左リールに猫付近が止まると（チェリー付きボーナス絵柄と同じように）対角にボーナス絵柄が停止すると小役ハズレでリーチ目となる、分かりやすいリーチ目が多い。
左リールの3種のボーナス絵柄はチェリー挟みで配置されているのでチェリー出現時はもちろん、猫に限っては単独で角停止でも右リールの対角にいずれかのボーナス絵柄が停止すればリーチ目である[10]。
- 月……コントロール方式に似たリーチ目
左リールに月付近が止まると、成立役をできる限り引きこもうとする「コントロール方式」のような制御になる。すなわち役が成立していない（ハズレ）時はリールがほとんどすべらない[11]。
小役が入賞しておらず、かつ、取りこぼしていないのに中・右リールで大きなすべりが発生した時はボーナス成立の可能性が高い。
- 7……ボーナス一直線型を基本としたリーチ目
左リールに7付近が止まると7と月のボーナス絵柄が一直線に並んだ形を基本とするリーチ目が基本になる。その一方で変則的な並びのリーチ目も数多く持つので注意が必要となる。
変則リーチ目の中には順押しでは有効だが、挟み打ちでは無効となる（もしくはその逆）リーチ目もあるので注意したい。

ボーナス絵柄のダブルラインテンパイ（スペシャルテンパイ音発生）は、チェリー以外の小役ハズレでリーチ目である。ただしチェリー以外でこのケースが発生するのは、絵柄配列上リプレイと月の組み合わせでしかありえないため、他の形かリプレイ否定でボーナスとなる。
なお中リールや右リールにも強力な出目があり、例えば右リールチェリー付き7下段停止はお約束通り小役ハズレ（この機種ではスイカまたはボーナス）のリーチ目である。小役が成立していなければもちろんボーナスであるが、たとえスイカが入賞してもハイパーゾーンへ突入するために非常に期待度の高い出目である。
変則押しによる遊技でも楽しめ、演出との組合せで1リール確定となるパターンが多数存在する。

## 後継機
- ナイツ2
2016年5月に「ナイツ2」が発売された。見た目や図柄、音楽はナイツであるが、中身は5号機のリノのシステムを採用した連荘機で、リノに比べて連荘しにくいが、リノで言う所のトマトチャンスには当たりやすいマイルドな仕様となっている。4リール機である。

- パチスロナイツ
2023年7月に6.5号機「パチスロナイツ」の導入を開始。AT機（疑似ボーナス機）。コンプリート機能搭載機。リール配列、リーチ目、ツインビッグの搭載など初代ナイツの特徴を再現している。サウンドも再現されているうえ、ボーナスの1ゲーム連チャン時には過去の山佐機種のハイパービッグボーナス時の曲が流れる[14]。また、ハイパービッグの3連チャン達成時にはナイツボーナス曲のアレンジメドレーを、4連チャン達成時には新曲の「Crescent Crescendo」（小役パート）と「Dance on the moon」（JACパート）を聞くことができる。

## 補足
1. ↑  リールは通常、速度を徐々に低下させながら停止させるが、本演出は目標停止点でステッピングモーターをいきなり速度ゼロにする速度変化を行うことにより、リール自体が慣性により下へぶれる事を利用している。自動車の急ブレーキで身体が前へ動くのと同じ考え方。
2. ↑  29ゲーム目にボーナスイン成立の場合も順押しがナビされる。
3. ↑  ボーナスインの成立告知及び順押しナビだけはされる。
4. ↑  具体的には、チャレンジビッグ時の28ゲーム目、もしくはいずれかのビッグで29ゲーム目に小役フラグ不成立だった場合はそのままボーナスインさせるようにすれば、理論上の期待獲得枚数が最も多くなる。
5. ↑  3箇所にあるが種類は不問。
6. ↑  入賞時ではないため、故意に取りこぼすことは無意味である。
7. ↑  移行するか否かは成立時のランプ絵柄の色で告知される。
8. ↑  デンジャラスゾーンでのみ終了、パーフェクトゾーン・セーフティゾーンはゾーン移行のみ。
9. ↑  ただしスイカ絵柄成立の確率は、1/204.8と最低設定のボーナス当選確率よりも悪い。
10. ↑  もちろんチェリー以外の小役がハズレていることが条件。
11. ↑  ただし特定出目を避けるすべりは発生する。
12. ↑  チェリーが入賞していても、発生時点でボーナス確定となる（ただし成立後）。
13. ↑  但し引き込みは計算しなければならない。
14. ↑  1ゲーム連チャン時に、揃えるボーナス絵柄で流れる曲が決まる。赤7揃いで「ハイパーラッシュ」、黒BAR揃いで「ファウスト」、月揃いで「メフィスト」の各ハイパービッグボーナスの曲が流れる。

## 外部サイト
- 山佐スロットワールド